# RR-172
A  RR-172 é uma rodovia brasileira projetada do estado de Roraima.
Uma vez implantada, estará localizada na região Norte do estado, numa extensão de 24,0 quilômetros. 